# Gouvernement Marcinkiewicz
 (septembre 2023).
Si vous disposez d'ouvrages ou d'articles de référence ou si vous connaissez des sites web de qualité traitant du thème abordé ici, merci de compléter l'article en donnant les références utiles à sa vérifiabilité et en les liant à la section « Notes et références ».
IIIe République de Pologne
Belka II Kaczyński
Le gouvernement Marcinkiewicz (en polonais : Rząd Kazimierza Marcinkiewicza) est le gouvernement de la République de Pologne entre le 31 octobre 2005 et le 14 juillet 2006, durant la cinquième législature de la Diète et la sixième législature du Sénat.

## Coalition et historique
Dirigé par le nouveau président du Conseil des ministres conservateur Kazimierz Marcinkiewicz, ce gouvernement est constitué de Droit et justice (PiS). Seul, il dispose de 155 députés sur 460, soit 33,7 % des sièges de la Diète, et 49 sénateurs sur 100.
Il bénéficie du soutien de l'Autodéfense de la république de Pologne (SRP), la Ligue des familles polonaises (LPR) et du Parti populaire polonais (PSL), qui détiennent ensemble 115 députés et 12 sénateurs. La majorité gouvernementale dispose donc de 270 députés sur 460, soit 58,7 % des sièges de la Diète, et 61 sénateurs sur 100.
Il est formé à la suite des élections parlementaires du 25 septembre 2005. Il succède donc au second gouvernement du social-démocrate Marek Belka, constitué de l'Alliance de la gauche démocratique (SLD) et de l'Union du travail (UP).

### Formation
Au cours du scrutin, PiS arrive en tête avec 27 % des voix, tandis que la SLD s'effondre littéralement avec à peine 11,3 % des suffrages exprimés.
Le 27 septembre, le président de PiS Jarosław Kaczyński recommande l'ancien président du groupe à la Diète Kazimierz Marcinkiewicz comme candidat à la direction de l'exécutif. Alors qu'une coalition avec la Plate-forme civique (PO) était initialement envisagée, les divergences entre les deux formations conduisent Droit et justice à constituer un gouvernement minoritaire. Marcinkiewicz est officiellement désigné formateur par le président de la République Aleksander Kwaśniewski le 19 octobre. Il présente son équipe de dix-sept ministres, aussitôt assermentée, le 31 octobre. Elle ne compte alors aucun vice-président du Conseil, deux femmes et huit indépendants.
Lors du vote de confiance organisé à la Diète le 10 novembre, le gouvernement remporte facilement l'investiture par 272 voix pour et 187 voix contre.
Le 7 janvier 2006, l'ancienne députée de la PO Zyta Gilowska est nommée ministre des Finances, avec rang et titre de vice-présidente du Conseil des ministres, en remplacement de Teresa Lubińska.
Le 5 mai 2006, un accord de coalition est signé entre PiS, la SRP et la LPR. En conséquence, le président du Conseil organise un remaniement ministériel, qui voit l'entrée de trois ministres SRP et deux ministres LPR. Les chefs des deux partis accèdent au rang de vice-président du Conseil, le ministère de l'Économie maritime, le ministère des Travaux publics et le ministère de la Science voient le jour. À cette occasion, le PSL décide de retirer son appui au Parlement.

### Succession
À la suite d'un différend avec le président de PiS sur le remplacement de Gilowska, contrainte à la démission par les dispositions de la loi de lustration, Kazimierz Marcinkiewicz annonce le 7 juillet son intention de quitter ses fonctions. Il soumet sa démission au président de la République trois jours plus tard, et Jarosław Kaczyński est immédiatement désigné formateur. Le gouvernement Kaczyński est officiellement présenté et assermenté le 14 juillet.

## Composition

### Initiale (31 octobre 2005)
| Fonction | Titulaire | Titulaire                                                                  | Parti   |
| --- | --------- | -------------------------------------------------------------------------- | ------- |
| Président du Conseil des ministres                                                                              |           | Kazimierz Marcinkiewicz                                                    | PiS     |
| Vice-président du Conseil des ministres (à partir du 21/11/2005) Ministre de l'Intérieur et de l'Administration |           | Ludwik Dorn                                                                | PiS     |
| Vice-présidente du Conseil des ministres (à partir du 07/01/2006) Ministre des Finances                         |           | Teresa Lubińska (jusqu'au 07/01/2006) Zyta Gilowska                        | Sans    |
| Ministre du Développement régional                                                                              |           | Grażyna Gęsicka                                                            | Sans    |
| Ministre de l'Agriculture et du Développement rural                                                             |           | Krzysztof Jurgiel                                                          | PiS     |
| Ministre des Sports                                                                                             |           | Tomasz Lipiec                                                              | Sans    |
| Ministre des Affaires étrangères                                                                                |           | Stefan Meller                                                              | Sans    |
| Ministre du Travail et de la Politique sociale                                                                  |           | Krzysztof Michałkiewicz                                                    | PiS     |
| Ministre du Trésor d'État                                                                                       |           | Andrzej Mikosz (jusqu'au 04/01/2006)                                       | Sans    |
| Ministre du Trésor d'État                                                                                       |           | Intérim de Kazimierz Marcinkiewicz (jusqu'au 15/02/2006) Wojciech Jasiński | PiS     |
| Ministre des Transports et des Travaux publics                                                                  |           | Jerzy Polaczek                                                             | PiS     |
| Ministre de la Santé                                                                                            |           | Zbigniew Religa                                                            | Centrum |
| Ministre de l'Éducation et de la Science                                                                        |           | Michał Seweryński                                                          | Sans    |
| Ministre de la Défense nationale                                                                                |           | Radosław Sikorski                                                          | Sans    |
| Ministre de l'Environnement                                                                                     |           | Jan Szyszko                                                                | PiS     |
| Ministre de la Culture et du Patrimoine national                                                                |           | Kazimierz Ujazdowski                                                       | PiS     |
| Ministre de l'Économie                                                                                          |           | Piotr Woźniak                                                              | Sans    |
| Ministre de la Justice Procureur général                                                                        |           | Zbigniew Ziobro                                                            | PiS     |
| Ministre sans portefeuille Coordinateur des services secrets                                                    |           | Zbigniew Wassermann                                                        | PiS     |

### Remaniement du 5 mai 2006
- Les nouveaux ministres sont indiqués en gras, ceux ayant changé d'attributions en italique.

| Fonction                                                                                    | Titulaire | Titulaire                                               | Parti   |
| ------------------------------------------------------------------------------------------- | --------- | ------------------------------------------------------- | ------- |
| Président du Conseil des ministres                                                          |           | Kazimierz Marcinkiewicz                                 | PiS     |
| Vice-président du Conseil des ministres Ministre de l'Intérieur et de l'Administration      |           | Ludwik Dorn                                             | PiS     |
| Vice-présidente du Conseil des ministres (jusqu'au 24/06/2006) Ministre des Finances        |           | Zyta Gilowska (jusqu'au 24/06/2006) Paweł Wojciechowski | Sans    |
| Vice-président du Conseil des ministres Ministre de l'Éducation nationale                   |           | Roman Giertych                                          | LPR     |
| Vice-président du Conseil des ministres Ministre de l'Agriculture et du Développement rural |           | Andrzej Lepper                                          | SRP     |
| Ministre du Développement régional                                                          |           | Grażyna Gęsicka                                         | Sans    |
| Ministre des Travaux publics                                                                |           | Antoni Jaszczak                                         | SRP     |
| Ministre des Sports                                                                         |           | Tomasz Lipiec                                           | Sans    |
| Ministre des Affaires étrangères                                                            |           | Stefan Meller (jusqu'au 09/05/2006)                     | Sans    |
| Ministre des Affaires étrangères                                                            |           | Anna Fotyga                                             | PiS     |
| Ministre du Travail et de la Politique sociale                                              |           | Anna Kalata                                             | SRP     |
| Ministre du Trésor d'État                                                                   |           | Wojciech Jasiński                                       | PiS     |
| Ministre des Transports                                                                     |           | Jerzy Polaczek                                          | PiS     |
| Ministre de la Santé                                                                        |           | Zbigniew Religa                                         | Centrum |
| Ministre de la Science et de l'Enseignement supérieur                                       |           | Michał Seweryński                                       | Sans    |
| Ministre de la Défense nationale                                                            |           | Radosław Sikorski                                       | Sans    |
| Ministre de l'Environnement                                                                 |           | Jan Szyszko                                             | PiS     |
| Ministre de la Culture et du Patrimoine national                                            |           | Kazimierz Ujazdowski                                    | PiS     |
| Ministre de l'Économie maritime                                                             |           | Rafał Wiechecki                                         | LPR     |
| Ministre de l'Économie                                                                      |           | Piotr Woźniak                                           | Sans    |
| Ministre de la Justice Procureur général                                                    |           | Zbigniew Ziobro                                         | PiS     |
| Ministre sans portefeuille Coordinateur des services secrets                                |           | Zbigniew Wassermann                                     | PiS     |